# Hoofdklasse (Paesi Bassi)
La Vierde Divisie (fino al 2022 Hoofdklasse) è il quinto livello del Campionato olandese di calcio ed è diventato questo dalla stagione 2016-2017. Dalla sua fondazione (nel 1974 per i club della domenica, nel 1996 per i club del sabato) fino alla stagione 2009-10 inclusa, questa Hoofdklasse è stata il più alto livello dilettantistico. Nel 2010-11, la Topklasse (ribattezzata Derde Divisie nel 2016-17) è stata collocata sopra di essa quindi dal stagione 2010-2011 fino alla stagione 2015-16 incluso Hoofdklasse era il quarto livello in Campionato olandese di calcio. 
Nel 2022-23, il nome è stato modificato in Vierde Divisie.
Il torneo è diviso in 4 gironi di cui 2 del sabato e 2 della domenica.
Le campioni vengono promosse nella Derde Divisie e le ultime due retrocedono nella Eerste Klasse.

## Squadre 2024-2025

### Vierde Divisie A
- AFC '34
- AVV Swift
- DHSC
- DVVA
- Hollandia
- Hoogland
- JOS
- Kampong
- ODIN '59
- Purmersteijn
- Scherpenzeel
- SDV Barneveld
- SJC
- Ter Leede
- VW-HEDW
- VVOG

### Vierde Divisie B
- Achilles Veen
- Capelle
- Forum Sport
- GVV Unitas
- HBS
- Heerjansdam
- LRC
- Poortugaal
- RKAVV
- RKSV Halsteren
- RVVH
- SC Feyenoord
- VV WNC
- Westlandia
- Xerxes
- Zwaluwen

### Vierde Divisie C
- AWC
- Best Vooruit
- Dongen
- EVV
- Groene Ster
- Juliana '31
- MASV
- RBC Roosendaal
- RKSV Mierlo-Hout
- RKSV Nuenen
- RKSV Wittenhorst
- SV Orion
- SV Valkenswaard
- UDI '19
- Venray
- VV Baronie

### Vierde Divisie D
- Apeldoorn
- AZSV
- DZC '68
- Berkum
- DETO
- Flevo Boys
- Heino
- Hoogeveen
- HZVV
- Kampen
- Olde Veste
- Quick '20
- Sneek
- Staphorst
- TVC '28
- WHC Wezep